# زيراج (ألقورات)
زيراج (بالفارسية: زیراج) هي مستوطنة تقع في إيران في قسم ألقورات الريفي. يقدر عدد سكانها بـ 85 نسمة .